# Johann Lucas von Hildebrandt
Johann Lukas von Hildebrandt (1668 – 1745) var en østrigsk arkitekt. Han blev oplært i Italien og har tegnet flere offentlige bygninger og kirker. To af hans flotteste arbejder er paladset Belvedere og Hvidstensslottet. 

## Biografi
Hildebrandt var søn af en italiensk mor og en tysk far og blev født i Genova. Han studerede civil og militær ingeniørkunst under prins Eugen af Savoyen og militær ingeniørkunst i Piemonte. Efter dette etablerede han sig i Wien, hvor han arbejdede for prins Eugen og adelsfamilier.
Fra 1713 til 1716 arbejdede han for den rige og mægtige familie Kinsky i Østrig, hvor han byggede deres bolig, Palais Kinsky, i Wien. Fra 1723 var han generalinspektør for kejserdømmets bygninger. Hans mest kendte værker, Øvre Belvedere (1721-1722) og Nedre Belvedere (1714-1716), var begge bestilt og betalt af prins Eugen af Savoyen.